# Államok vezetőinek listája 397-ben
Ezen az oldalon az i. sz. 397-ben fennálló államok vezetőinek névsora olvasható földrészek, majd országok szerinti bontásban.

## Európa
- Nyugatrómai Birodalom
  - Császár: Honorius (395–423)
  - Consul: Nonius Atticus

- Keletrómai Birodalom
  - Császár: Arcadius (395–408)
  - Consul: Flavius Caesarius

- Vizigótok
  - Király: I. Alarik (395–410)

## Ázsia
- Armenia
  - Király: Vramsepuh (389-416)

- Ibériai Királyság
  - Király: I. Tiridatész (394–406)

- India
  - Anuradhapura
    - Király: I. Upatissza (370–412)

  - Gupta Birodalom
    - Király: II. Csandragupta (375–415)

  - Kadamba
    - Király: Bhagiratha (380–410)

  - Pallava
    - Király: Viravarman (385–400)

  - Vákátaka
    - Régens: Prabhávatígupta (390–410)

- Japán
  - Császár: Nintoku (313–399)

- Kína (Csin-dinasztia)/Tizenhat királyság
  - Császár: Csin An-ti (396–418)
  - Kései Csin: Jao Hszing (394-416)
  - Kései Jen: Murong Pao (396–398)
  - Nyugati Csin: Csifu Kankuj (388–400)
  - Kései Liang: Lü Kuang (386–400)
  - Északi Liang: Tuan Je (397–401)
  - Déli Liang: Tufa Vugu (397–399)
  - Északi Vej: Toupa Kuj (386–409)

- Korea
  - Pekcse
    - Király: Asin (392–405)

  - Kogurjo
    - Király: Kvanggetho (391–413)

  - Silla
    - Király: Nemul (356–402)

  - Kumgvan Kaja
    - Király: Isiphum (346–407)

- Szászánida Birodalom
  - Nagykirály: IV. Bahrám (388–399)

## Afrika
- Akszúmi Királyság
  - Akszúmi uralkodók listája

## Amerika
- Palenque
  - Király: K'uk Balam' (397–435)

- Tikal
  - Király: I. Yax Nuun Ayiin (378–410)

## Egyházfő
- Pápa: Siricius (384–399)

## Fordítás
- Ez a szócikk részben vagy egészben  a   Liste der Staatsoberhäupter 397 című német Wikipédia-szócikk ezen változatának fordításán alapul.  Az eredeti cikk szerkesztőit annak laptörténete sorolja fel. Ez a jelzés csupán a megfogalmazás eredetét és a szerzői jogokat jelzi, nem szolgál a cikkben szereplő információk forrásmegjelöléseként.